# Bruntridactylus saussurei
Bruntridactylus saussurei är en insektsart som först beskrevs av Lucien Chopard 1933.  Bruntridactylus saussurei ingår i släktet Bruntridactylus och familjen Tridactylidae. Inga underarter finns listade i Catalogue of Life.